# Sporobolus hadjikyriakou
Sporobolus hadjikyriakou — вид квіткових рослин з родини злакових (Poaceae). Ендемік Кіпру. 
Цей вид є ендеміком Кіпру, де він був описаний з ареалу Троодос. Типовий матеріал походить з Альміролівадону на висоті 1600 метрів, приблизно 3 км на захід від Аміантоса. Вид обмежений лужним болотом.

## Загрози й охорона
Цинтідес та ін. оцінили цей вид як критично загрожений (B1ab(iii)+2ab(iii)). (2007). Відоме його поширення в Національному лісовому парку Троодос, зоні Natura 2000. Хенд (2013) повідомляє, що зусилля та збереження ex situ цього виду не увінчалися успіхом.